# Hwang Ki-wook
Đây là một tên người Triều Tiên, họ là Hwang.
Hwang Ki-wook (tiếng Hàn: 황기욱; sinh ngày 10 tháng 6 năm 1996) là một tiền vệ phòng ngự bóng đá Hàn Quốc thi đấu cho FC Seoul.

## Sự nghiệp câu lạc bộ
Hwang gia nhập FC Seoul năm 2017. Ngày 2 tháng 4 năm 2017, anh ra mắt K League Classic trước Jeonbuk Hyundai Motors.